# Ted Easton
Ted Easton (eigenlijke naam Teunis Hendrik (Theo) van Est) (Den Haag, 16 december 1932 - aldaar, 4 juni 1990) was een Nederlandse jazzmuzikant (drums, zang, arrangement). Hij werd vooral bekend door de hit "Oh Monah" die zijn Ted Easton’s Jazzband in 1975 had met Nat Gonella.
Van Est luisterde in zijn jeugd veel naar jazzplaten en speelde af en toe als drummer. In 1951 ging hij op tournee van een maand door Duitsland met de Dixieland Pipers. Van daaruit keerde hij niet terug naar huis, maar richtte een orkest op waarmee hij speelde in de clubs van het Amerikaanse leger in Duitsland, Frankrijk, Spanje en Marokko. Daarna werkte hij vanuit Frankrijk als concertorganisator. Later was hij ook entertainmentmanager van de Holland-Amerika Lijn.
Rond 1968 richtte hij samen met zijn vrouw Miep de jazzclub New Orleans op in Scheveningen, waar musici als Bobby Hackett, Bud Freeman, Billy Butterfield, Wild Bill Davison en Buddy Tate optraden en begeleid werden door zijn band; later leidde hij de club in Den Haag. In 1968 werd ook de eerste live dubbel lp "Live from New Orleans" in de club opgenomen, met Jan Morks op klarinet, Ray Kaart trompet, George Kaatee trombone, Pim Hogervorst banjo en gitaar, Jacques Kingma bas en Ted Easton zelf op drums en zang.
In 1970 trad Nat Gonella voor het eerst op in de jazzclub van Easton. Het nummer Oh Monah, dat Gonella al in 1931 in zijn repertoire had opgenomen, nam Easton in januari 1970 live in de club in Scheveningen op de plaat op met Gonella en Beryl Bryden voor CNR; de titel bereikte de vijfde plaats in de Nederlandse Top 40 in 1975. Met het nummer hadden Nat Gonella en Ted Easton’s Jazzband ook succes in Duitsland en België. 
Easton nam ook albums op, vooral in de jaren 70, met artiesten als Jan Morks, Bertice Reading, Buddy Tate, Harry Edison, Eddie "Cleanhead" Vinson, Gene "Mighty Flea" Conners, Peanuts Hucko, Wallace Davenport, Jimmy McPartland, Ralph Sutton, Dick Cary en Maxine Sullivan. Veel van de opnames bracht hij uit op zijn eigen platenlabel "Riff".
In 1987 kreeg Van Est een hersenbloeding die hem gedeeltelijk verlamde. Hij overleed op 57-jarige leeftijd. 
In september 2023 stond hij centraal in het tv-programma De Erfgenaam van RTL 4, waarin op zoek gegaan wordt naar mensen voor wie nog een (of een deel van een) erfenis klaar ligt zonder dat zij hier aanspraak op hadden gemaakt. In het programma was te zien dat de nazaten van Van Est recht hadden op een bedrag uit de verkoop van zijn vakantiehuis in Florida. In het programma werd zijn 90-jarige weduwe Miep opgespoord die tot haar verbazing te horen kreeg dat ze nog recht had op een bedrag van 42.500 Amerikaanse dollar uit de verkoop.